# Goupia glabra
Goupia glabra är en tvåhjärtbladig växtart som beskrevs av Jean Baptiste Christophe Fusée Aublet. Goupia glabra ingår i släktet Goupia och familjen Goupiaceae. Inga underarter finns listade i Catalogue of Life.

## Bildgalleri

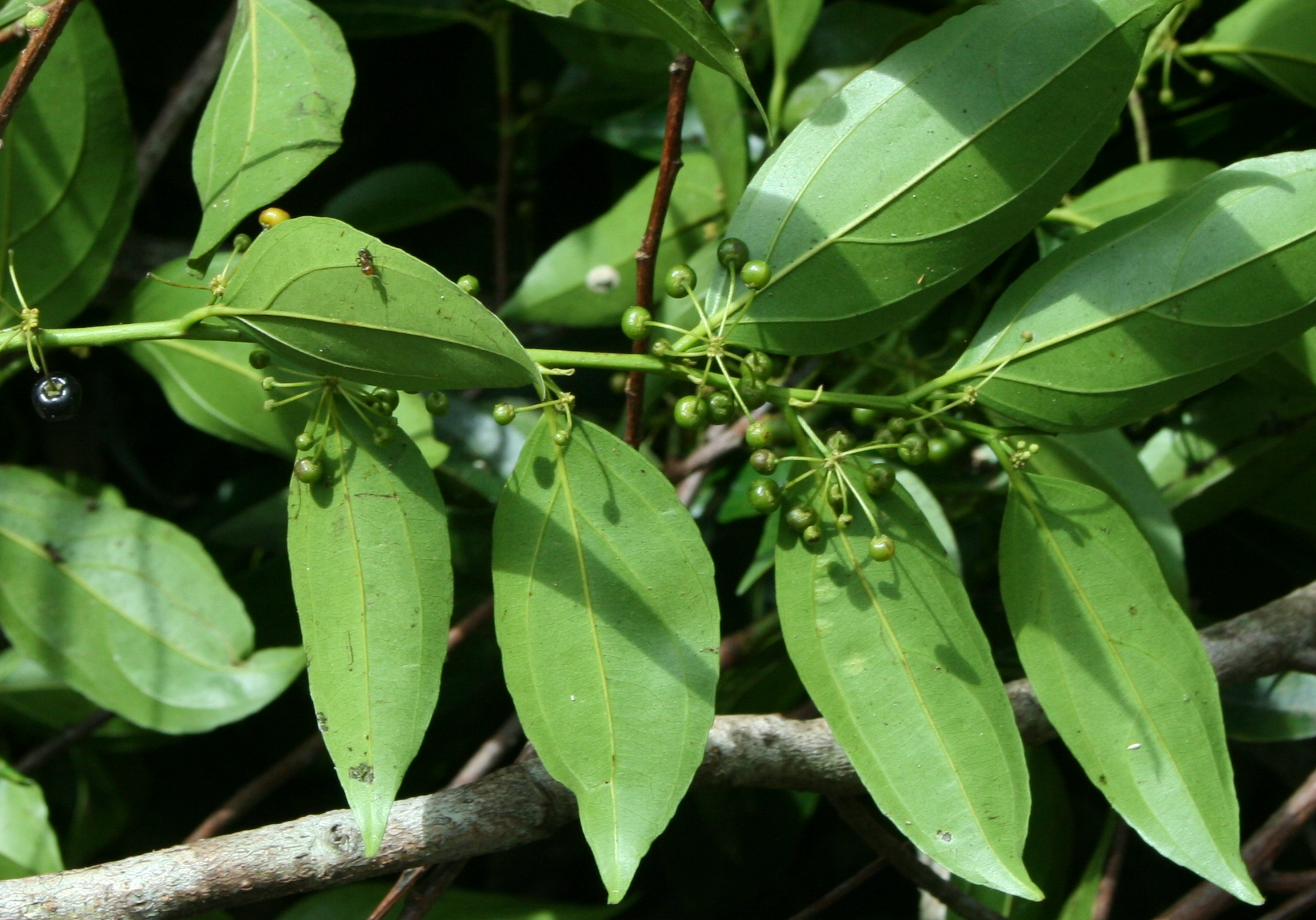
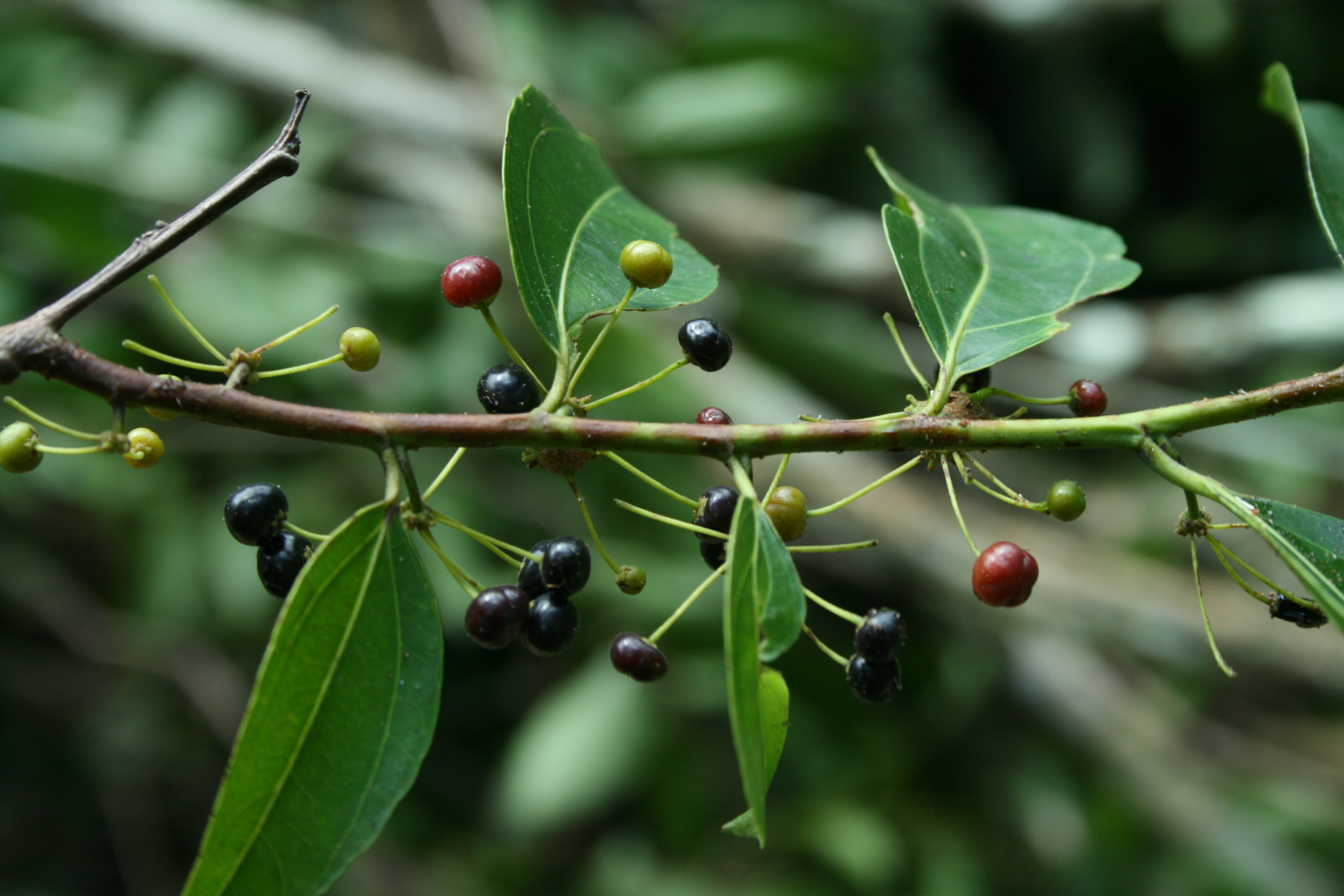
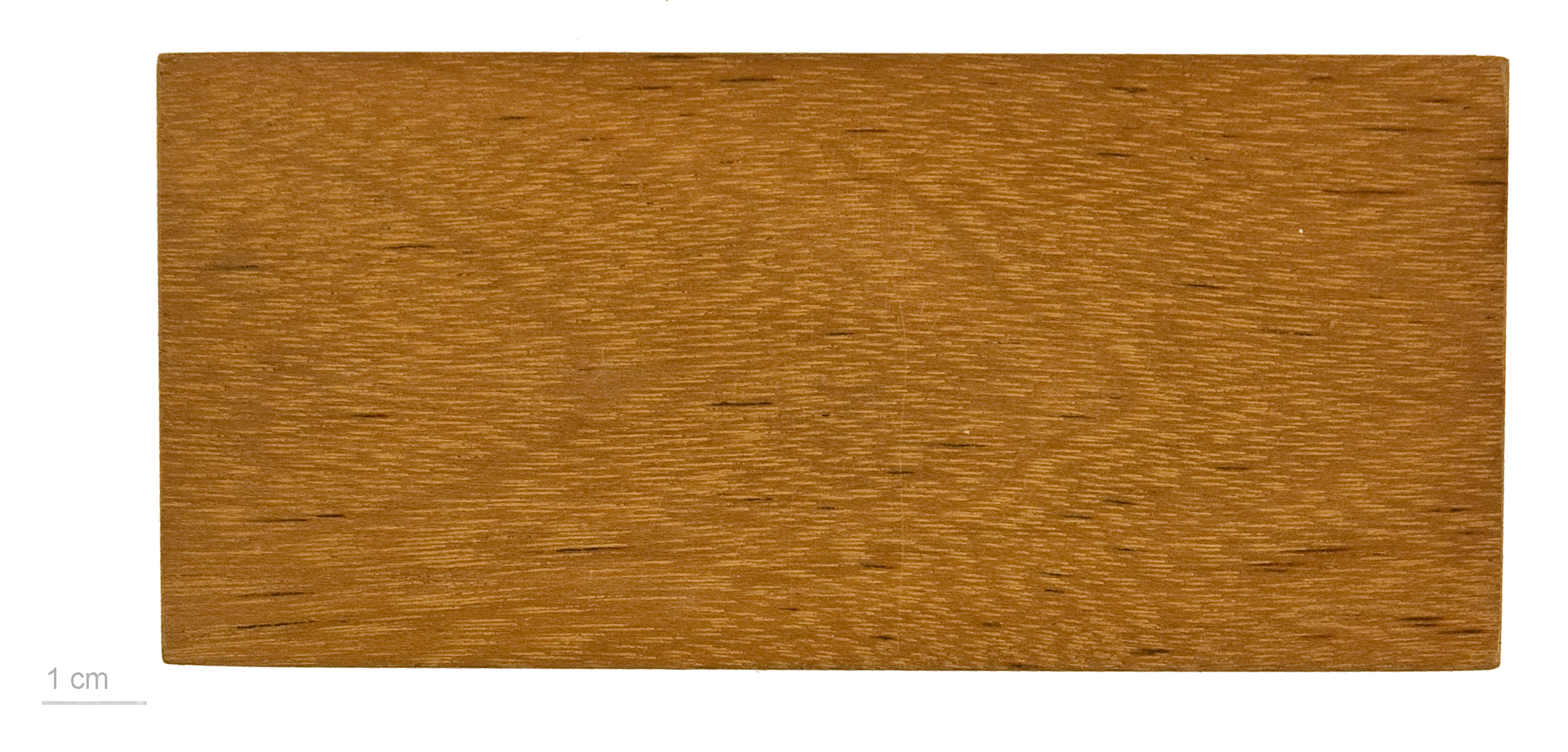